# Euphausia lucens
Euphausia lucens is een krillsoort uit de familie van de Euphausiidae. De wetenschappelijke naam van de soort is voor het eerst geldig gepubliceerd in 1905 door Hansen.